# Puto Português
Puto Português, nome artístico de Lino Cerqueira Fialho, é um cantor angolano, considerado como parte da nova geração do semba. É um músico muito respeitado ao nível nacional.
Em 2015 o músico Puto Português partilho um vídeo na internet dizendo ESCURO NOT, isso afetou muito os fãs e admiradores e poderia ter destruído a sua carreira. Mas no principio de 2016 o músico pediu desculpa a todos os fãs e admiradores no canal Zap Viva.
O seu álbum de estreia, "Geração do Semba", lançado a 4 de Dezembro de 2010, arrebatou o prémio Disco do Ano do Top Rádio Luanda edição 2010.